# لوتشيانو هنريكي
لوتشيانو هنريكي (بالبرتغالية: Luciano Henrique‏) (10 أكتوبر 1978 في البرازيل - ) هو لاعب كرة قدم برازيلي في مركز الهجوم. لعب مع بوهانغ ستيلرز وسانتو أندريه ونادي إنترناسيونال ونادي سانتوس ونادي ساو كايتانو ونادي سبورت ريسيفه ونادي فورتاليزا ونادي بايساندو ‏ وGuaratinguetá Futebol ‏ ونادي اتلتيكو سوروكابا ونادي سانتا كروز وEsporte Clube Taubaté ‏ وأتلتيكو يوفنتوس.

## وصلات خارجية
- لوتشيانو هنريكي على موقع دوري كوريا الجنوبية (الإنجليزية)
- لوتشيانو هنريكي على موقع قاعدة بيانات كرة القدم.إي يو (الإنجليزية)
- لوتشيانو هنريكي على موقع Soccerway.com (الإنجليزية)